# مورد شیلیایی
مورد شیلیایی (نام علمی: Luma apiculata) نام یک گونه از سرده لوما است.